# Shinji Tarutoko
Shinji Tarutoko (樽床 伸二, Tarutoko Shinji) est un homme politique japonais né le 6 août 1959 à Mitoya (désormais Unnan) dans la préfecture de Shimane. Il fut ministre des Affaires intérieures et des Communications sous le Gouvernement Noda.